# You're Mine (Eternal)
Singles de Mariah Carey
The Art of Letting Go
(2013) You Don't Know What to Do
(2014)
You're Mine (Eternal) est un single de la chanteuse américaine Mariah Carey, paru le 12 février 2014. Il est le troisième extrait de son 14e album studio Me. I Am Mariah... The Elusive Chanteuse. Le single est écrit et composé par Mariah Carey et Rodney Jerkins.  

## Production

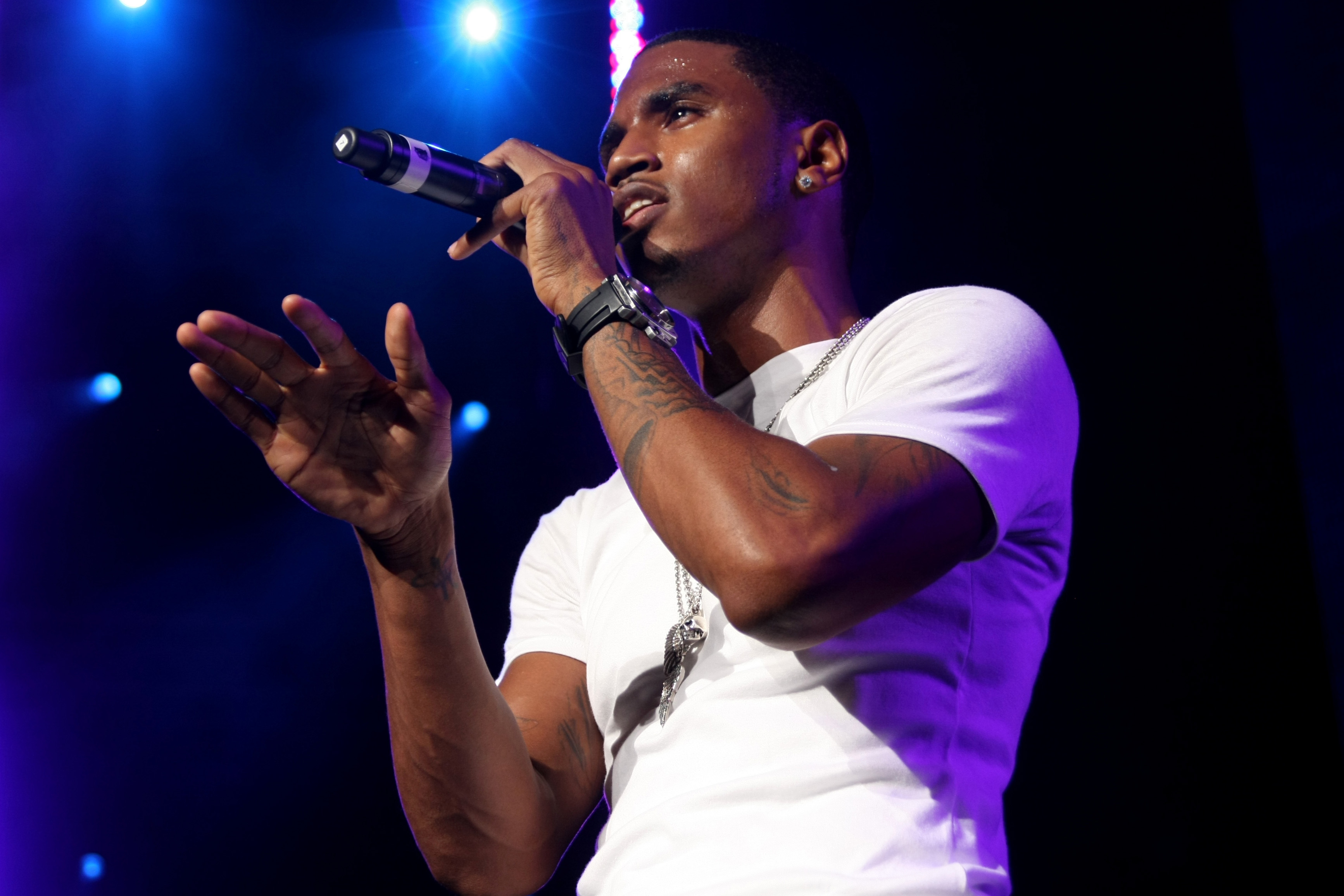
Le chanteur de R&B Trey Songz s'est impliqué dans une version remixée de la chanson.

Lors de sa prestation au New Year's Eve with Carson Daly de la NBC le 31 décembre 2013, Carey révèle la parution prochaine d'un futur single à la journée de la Saint-Valentin le 14 février 2014. Le 12 février, le titre est révélé comme étant You're Mine (Eternal) lors de sa première diffusion à la radio, et lors de sa parution en téléchargement payant sur iTunes Store en Irlande et en Italie, distribué par Universal Music Group, et au Royaume-Uni par Mercury Records, entre autres,,. Il apparaît sur iTunes au Canada, distribué par Universal, et aux États-Unis, par The Island Def Jam Music Group le 13 février,. Aux États-Unis, You're Mine (Eternal) est diffusé sur les radio le 18 février,,. Un urban remix avec Trey Songz est également mis en ligne. 
Lors d'une entrevue chez MTV News, Carey félicite Songz pour son implication dans le single.

## Accueil
La chanson est positivement accueillie. Elle est d'ailleurs comparée à l'un de ses autres titres fétiches We Belong Together. Aux États-Unis, la chanson atteint la 26e place au Billboard Adult Contemporary. Quant à la version remixée, elle s'érige à la 1re place du Billboard Hot Dance Club Song.

## Vidéoclip
Le vidéoclip est réalisé par Mariah Carey et le photographe Idrani. Il est tourné dans la Forêt nationale d'El Yunque, à Porto Rico. Il y démontre des scènes de Mariah Carey en train de chanter dans la forêt. Une autre version de la vidéo a été tournée comprenant des scènes avec le chanteur Trey Songz. Le vidéoclip est initialement diffusé aux États-Unis sur MTV à 19 h 50 ET/PT le 12 février 2014.

## Remixes
Le 14 février, Carey fait paraître trois dance remixes sur son compte YouTube ; ces remixes incluent Jump Smokers Radio Remix, Jump Smokers Extended Remix, et Jermaine Dupri X Kurd Maverick Germany To Southside Remix,. Le 15 mars, un mois après la parution de You're Mine (Eternal), Carey fait paraître trois remixes supplémentaires avec Fedde Le Grand, Gregor Salto et Funkin' Matt, et Chus et Ceballos.

## Liste des titres
- Original (téléchargement payant)

1. You're Mine (Eternal) - 3:42

- Urban Remix (téléchargement payant)

1. You're Mine (Eternal) (Remix featuring Trey Songz) - 4:14

- Dance Remix (streaming)

1. You're Mine (Eternal) (Jermaine Dupri × Kurd Maverick Germany To Southside Remix) - 5:25
2. You're Mine (Eternal) (Jermaine Dupri × Kurd Maverick Germany To Southside Remix Edit) - 3:27
3. You're Mine (Eternal) (Jump Smokers Extended Remix) - 4:07
4. You're Mine (Eternal) (Jump Smokers Radio Edit) - 3:39
5. You're Mine (Eternal) (Fedde le Grand Main Mix) - 5:39
6. You're Mine (Eternal) (Gregor Salto and Funkin' Matt Main Mix) - 4:34
7. You're Mine (Eternal) (Chus & Ceballos Remix) - 7:01

## Chronologie
| Pays                  | Version                                                   | Date            | Format                   | Label                                | Réf.   |
| --------------------- | --------------------------------------------------------- | --------------- | ------------------------ | ------------------------------------ | ------ |
| Canada                | Original                                                  | 13 février 2014 | Téléchargement payant    | Universal Music                      | [ 5 ]  |
| Canada                | Remix avec Trey Songz                                     | 13 février 2014 | Téléchargement payant    | Universal Music                      | [ 10 ] |
| Irlande               | Original                                                  | 12 février 2014 | Téléchargement payant    | Universal Music                      | [ 2 ]  |
| Irlande               | Remix avec Trey Songz                                     | 12 février 2014 | Téléchargement payant    | Universal Music                      | [ 17 ] |
| Italie                | Original                                                  | 12 février 2014 | Téléchargement payant    | Universal Music                      | [ 3 ]  |
| Italie                | Remix avec Trey Songz                                     | 12 février 2014 | Téléchargement payant    | Universal Music                      | [ 18 ] |
| Royaume-Uni           | Original                                                  | 12 février 2014 | Téléchargement payant    | Virgin EMI Records                   | [ 4 ]  |
| Royaume-Uni           | Remix avec Trey Songz                                     | 12 février 2014 | Téléchargement payant    | Virgin EMI Records                   | [ 19 ] |
| États-Unis            | Original                                                  | 13 février 2014 | Téléchargement payant    | Island Records, Island Def Jam Music | [ 6 ]  |
| États-Unis            | Remix avec Trey Songz                                     | 13 février 2014 | Téléchargement payant    | Island Records, Island Def Jam Music | [ 20 ] |
| États-Unis            | Original                                                  | 25 février 2014 | Contemporary hit radio   | Island Records, Island Def Jam Music | [ 7 ]  |
| États-Unis            | Original                                                  | 25 février 2014 | Rhythmic contemporary    | Island Records, Island Def Jam Music | [ 8 ]  |
| États-Unis            | Original                                                  | 25 février 2014 | Urban adult contemporary | Island Records, Island Def Jam Music | [ 9 ]  |
| Sortie internationale | Jump Smokers Radio Remix                                  | 14 février 2014 | Streaming                | Island Records, Island Def Jam Music | [ 15 ] |
| Sortie internationale | Jump Smokers Extended Remix                               | 14 février 2014 | Streaming                | Island Records, Island Def Jam Music | [ 15 ] |
| Sortie internationale | Jermaine Dupri × Kurd Maverick Germany To Southside Remix | 14 février 2014 | Streaming                | Island Records, Island Def Jam Music | [ 15 ] |
| Sortie internationale | Fedde Le Grand Main Mix                                   | 15 mars 2014    | Streaming                | Island Records, Island Def Jam Music | [ 16 ] |
| Sortie internationale | Gregor Salto and Funkin' Matt Main Mix                    | 15 mars 2014    | Streaming                | Island Records, Island Def Jam Music |        |
| Sortie internationale | Chus and Ceballos Main Mix                                | 15 mars 2014    | Streaming                | Island Records, Island Def Jam Music |        |

## Classement hebdomadaire
| Classement (2014)                    | Meilleure position |
| ------------------------------------ | ------------------ |
| France (SNEP)                        | 96                 |
| Hongrie (Rádiós Top 40)              | 14                 |
| Espagne (PROMUSICAE)                 | 21                 |
| Corée du Sud (GAON)                  | 32                 |
| UK Singles (Official Charts Company) | 87                 |
| UK R&B (Official Charts Company)     | 16                 |
| US Billboard Hot 100                 | 88                 |
| États-Unis (Dance Club Songs)        | 1                  |
| États-Unis (R&B/Hip-Hop Songs)       | 24                 |
| États-Unis (Pop Airplay)             | 36                 |
| États-Unis (Adult Contemporary)      | 26                 |